# Azazel
Azazel (russisk: Азазель) er en russisk tv-miniserie fra 2002 instrueret af Aleksandr Adabasjan.
Tv-serien er en filmatisering af Boris Akunins roman Azazel om den fiktive historiske detektiv Erast Fandorin.

## Medvirkende
- Ilja Noskov – Erast Petrovitj Fandorin
- Sergej Bezrukov – Ivan Franzevitj Brilling
- Marina Aleksandrova – Jelizaveta von Evert-Kolokoltseva
- Oleg Basilasjvili – Mizinov
- Sergej Tjonisjvili – Aleksandrovitj Zurov